# ベルンハルト2世 (ザクセン公)
ベルンハルト2世（Bernhard II., 990年以降 - 1059年6月29日）は、ビルング家出身のザクセン公（在位：1011年 - 1059年）。ザクセン公ベルンハルト1世とヒルデガルト・フォン・シュターデ（シュターデ伯ハインリヒ1世の娘）の子で、ヘルマン・ビルングの孫。

## 生涯
ベルンハルト2世は、リューネブルク、フェルデン、メレンベック、ミンデン、ヘルフォルト、ケムナーデ（ホルツミンデン）およびフィッシュベックのフォークトであり、フリースラントについても伯爵の権利を持っていた。
1002年7月、国王選挙後にメルゼブルクで行われた集会において、ドイツ王ハインリヒ2世はザクセン法を尊重することを約束し、ベルンハルトはハインリヒ2世に聖槍を手渡した。
後に、ポーランドと対立していた皇帝ハインリヒ2世をベルンブルクはわずかに支援しただけで、1018年に「バウツェンの和約」の仲立ちをした。
1019年または1020年にベルンハルトは反乱を起こし、全ての民族の権利を認めさせた。
オボトリート族の長ゴットシャルクの支援を受け、再び帝国に近づいたスラヴ人と連携した。1024年にベルンハルトはコンラート2世のドイツ王位を認めた。
ベルンハルトはシュターデ伯およびヴェルル伯とは対立していた。またブレーメン大司教やザクセンの司教、特に1043年以降はブレーメン大司教アーダルベルトとも対立し、弟の死の原因がアーダルベルトにあるとした。弟ティートマールは皇帝ハインリヒ3世の企てにより1048年に暗殺されたといわれている。
1024年から1025年の間に、ベルンハルトはハンブルクに新城を築いた。ベルンブルクは1059年に死去し、リューネブルクのカルクベルク上に建つ聖ミヒャエル修道院の教会に埋葬された。

## 子女
ベルンハルトは、ノルトガウ辺境伯ハインリヒ・フォン・シュヴァインフルトの娘アイリカと結婚し、5人の子をもうけた。
- オルドルフ（? - 1072年） - ザクセン公（1059年 - 1072年）
- ヘルマン（? - 1086年） - バルデンガウ伯
- ゲルトルート（1030年頃 - 1113年） - ホラント伯フロリス1世と結婚、フランドル伯ロベール1世と再婚
- イダ（? - 1101年） - 下ロートリンゲン公フリードリヒと結婚、ナミュール伯アルベール3世と再婚
- ヘートヴィヒ（1030/5年 - 1112年頃） - イストリア辺境伯エンゲルベルト1世（シュポンハイム家）と結婚